# 桑迪·迈耶
桑迪·迈耶（英語：Sandy Mayer，1952年4月5日—），美国男子网球运动员，1972年成为职业球手。他曾获得法国网球公开赛男子双打冠军。他于1986年退役。

## 家庭
弟弟吉恩·迈耶。